# Michelle Hurst
Michelle Hurst (Brooklyn, 1 de junio de 1942) es una actriz estadounidense, más conocida por su papel como Miss Claudette Pelage en la primera temporada de la serie de comedia dramática de Netflix Orange Is the New Black.

## Vida y carrera
Asistió al Mount Holyoke College. Comenzó su carrera en teatro y además hizo apariciones en televisión y cine en la década de 1990. Es conocida por haber interpretado varios roles en el show televisivo Law & Order. Fue coprotagonista en filmes como Airheads, Smoke, Stepmom y Sherrybaby.
Interpretó a Miss Claudette Pelage en la primera temporada de la serie, Orange Is the New Black en 2013. Este papel le valió, junto con el elenco principal, un premio Satellite al mejor elenco en una serie de televisión. En la Navidad del 2013, sufrió varias heridas debido a un accidente en auto. Estuvo en coma inducido durante 16 días para que los doctores pudieran realizar cirugías cerca de su espina.

## Filmografía

### Películas
| Año  | Título                       | Rol                | Notas                  |
| ---- | ---------------------------- | ------------------ | ---------------------- |
| 1989 | Born on the Fourth of July   | Reporter #2        |                        |
| 1994 | Airheads                     | Yvonne             |                        |
| 1995 | Smoke                        | Tía Em             |                        |
| 1995 | Blue in the Face             | Statistician       |                        |
| 1996 | Yo disparé a Andy Warhol     | Nedicks Manager    |                        |
| 1997 | Office Killer                | Kate               |                        |
| 1998 | Stepmom                      | Enfermera          |                        |
| 2001 | Just Visiting                | Pawnshop Broker    |                        |
| 2003 | In the Cut                   | Maestra            |                        |
| 2003 | Life on the Line             | Dr. Morgan         | Película de televisión |
| 2004 | Poster Boy                   | Profesora Silver   |                        |
| 2006 | Sherrybaby                   | Dorothy Washington |                        |
| 2008 | Choke                        | Shapely Nurse      |                        |
| 2010 | A Little Help                | Eileen             |                        |
| 2010 | All Good Things              | Newscaster         |                        |
| 2011 | I Don't Know How She Does It | Enfermera          |                        |
| 2012 | Frances Ha                   | Mánager del teatro |                        |
| 2014 | Hard Sell                    | Enfermera Parker   |                        |

### Televisión
| Año  | Título                            | Rol                            | Notas                             |
| ---- | --------------------------------- | ------------------------------ | --------------------------------- |
| 1995 | New York Undercover               | Ms. Ellis                      | Episodio: "Brotherhood"           |
| 1995 | New York News                     | ER Nurse                       | Episodio: "Welcome Back Cotter"   |
| 1996 | Law & Order                       | Ms. Nevins                     | Episodio: "Corpus Delicti"        |
| 1997 | Law & Order                       | Public Defender                | Episodio: "We Like Mike"          |
| 1998 | Law & Order                       | Pizza Lady                     | Episodio: "Monster"               |
| 2000 | Law & Order: Special Victims Unit | Gloria Milton                  | Episodio: "The Third Guy"         |
| 2000 | Cosby                             | Ms. Summers                    | Episodio: "Thursday's Child"      |
| 2000 | Sex and the City                  | Enfermera                      | Episodio: "Running with Scissors" |
| 2000 | Law & Order: Special Victims Unit | Trabajadora Social de ACS      | Episodio: "Legacy"                |
| 2001 | Law & Order                       | Simone Adams                   | Episodio: "School Daze"           |
| 2002 | Law & Order: Criminal Intent      | Audrey                         | Episodio: "The Pilgrim"           |
| 2003 | Law & Order: Special Victims Unit | Vita Weldon                    | Episodio: "Desperate"             |
| 2004 | Rescue Me                         | Case Worker                    | Episodio: "Revenge"               |
| 2004 | Third Watch                       | Judge Connie Allen             | Episodio: "Leap of Faith"         |
| 2009 | The Good Wife                     | Judge Hester James             | Episodio: "Home"                  |
| 2010 | Blue Bloods                       | Councilwoman Collins           | Episodio: "Re-Do"                 |
| 2012 | NYC 22                            | Deputy Chief Rosalind Adamczyk | Episodio: "Samaritans"            |
| 2013 | Orange Is the New Black           | Miss Claudette Pelage          | 12 episodios                      |
| 2014 | Broad City                        | Mary                           | Episodio: "Destination Wedding"   |